# Gran Premio motociclistico d'Argentina 1961
Il Gran Premio motociclistico d'Argentina fu l'ultimo appuntamento del motomondiale 1961.
Si svolse il 15 ottobre 1961 presso il circuito di Buenos Aires. Tre le classi in programma: 125, 250 e 500.
Prima gara del Mondiale a svolgersi al di fuori d'Europa, vide una scarsa presenza di piloti ufficiali: in pratica solo quelli Honda, per i quali era ancora in ballo il titolo della 125.
La 125 fu vinta da Tom Phillis, che si aggiudicò il titolo di Campione del Mondo: Ernst Degner, suo diretto rivale, non riuscì a correre poiché la sua moto (una EMC, stante i fatti avvenuti al termine del precedente GP) non arrivò mai in Argentina. Dietro all'australiano si piazzarono i suoi compagni di Marca Jim Redman e Kunimitsu Takahashi.
Phillis vinse anche la 250, di nuovo con Redman e Takahashi sul podio (ma a posizioni invertite rispetto alla 125). Appena quattro i centauri classificati.
In 500, gara con sei piloti classificati (di cui solo due tagliarono effettivamente il traguardo), vittoria per Jorge Kissling.

## Classe 500
6 piloti alla partenza, 6 al traguardo.

### Arrivati al traguardo
| Pos. | Pilota               | Moto      | Tempo        | Punti |
| ---- | -------------------- | --------- | ------------ | ----- |
| 1    | Jorge Kissling       | Matchless | 1h 39' 06" 5 | 8     |
| 2    | Juan Carlos Salatino | Norton    | +2" 8        | 6     |
| 3    | Frank Perris         | Norton    | +10 giri     | 4     |
| 4    | Juan Perkins         | Norton    | +17 giri     | 3     |
| 5    | Eduardo Salatino     | Norton    | +17 giri     | 2     |
| 6    | Horacio Costa        | Matchless | +17 giri     | 1     |

## Classe 250
6 piloti alla partenza, 4 al traguardo.

### Arrivati al traguardo
| Pos. | Pilota               | Moto    | Tempo        | Punti |
| ---- | -------------------- | ------- | ------------ | ----- |
| 1    | Tom Phillis          | Honda   | 1h 04' 45" 4 | 8     |
| 2    | Kunimitsu Takahashi  | Honda   | +27" 2       | 6     |
| 3    | Jim Redman           | Honda   | +3 giri      | 4     |
| 4    | Fumio Itō            | Yamaha  | +7 giri      | 3     |
| n.c. | Benedicto Caldarella | Honda   | +17 giri     |       |
| n.c. | Victorio Minguzzi    | Bultaco | +30 giri     |       |

## Classe 125
17 piloti alla partenza, 7 al traguardo.

### Arrivati al traguardo
| Pos. | Pilota              | Moto    | Tempo        | Punti |
| ---- | ------------------- | ------- | ------------ | ----- |
| 1    | Tom Phillis         | Honda   | 1h 08' 54" 9 | 8     |
| 2    | Jim Redman          | Honda   | +0" 1        | 6     |
| 3    | Kunimitsu Takahashi | Honda   | +13" 2       | 4     |
| 4    | Sadao Shimazaki     | Honda   | +1 giro      | 3     |
| 5    | Naomi Taniguchi     | Honda   | +1 giro      | 2     |
| 6    | Héctor Pochettino   | Bultaco | +2 giri      | 1     |